# CEAM Modèle 1950
O CEAM Modèle 1950 foi um protótipo de fuzil de assalto com câmara para o cartucho .30 Carbine. Foi desenvolvido pelo Centre d'Etudes et d'Armement de Mulhouse (CEAM) da França durante o final dos anos 1940/início dos anos 1950, como um desenvolvimento do fuzil de assalto alemão StG 45(M). Os três protótipos iniciais, designados Modèle 1, foram compartimentados em 7,92×33mm Kurz, 7,65×35mm (um cartucho experimental francês desenvolvido pela Cartoucherie de Valence) e .30 Carbine. Todos os protótipos seguintes (Modèle 1949, Modèle II e o Modèle 1950 definitivo) tinham câmara para o .30 Carbine. Todas as versões do projeto incluíam um bipé/guarda-mão combinado e uma coronha dobrável. Devido a considerações econômicas, com a França a travar a Primeira Guerra da Indochina e sendo o segundo maior contribuinte da OTAN, a arma foi cancelada. O co-projetista Ludwig Vorgrimler partiu então para a Espanha, onde desenvolveu o conceito no fuzil CETME, que por sua vez foi desenvolvido no Heckler & Koch G3.